# بیل شپارد
بیل شپارد (انگلیسی: Bill Sheppard; c. 1906 – ۲۷ دسامبر ۱۹۶۲) بازیکن فوتبال اهل بریتانیا بود که در پست مهاجم بازی می‌کرد. وی در فریهیل، شهرستان دورام به‌دنیا آمد و در این شهرستان قبل از اینکه در ۱۹۲۶ حرفه‌ای شود و به لیورپول بپیوندد به‌صورت آماتور بازی می‌کرد.
از باشگاه‌هایی که در آن بازی کرده‌است می‌توان به باشگاه فوتبال والسال، و باشگاه فوتبال لیورپول، باشگاه فوتبال واتفورد، باشگاه فوتبال کویینز پارک رنجرز، باشگاه فوتبال کاونتری سیتی، باشگاه فوتبال چستر، باشگاه فوتبال والسال، و باشگاه فوتبال تانبریج ولز اشاره کرد.